# Wengo
Wengo  è un'azienda francese, con sede principale a Parigi e filiali in altri paesi, che offre un servizio di consulenze telefoniche con esperti professionisti. Fondata nel 2008 da David Bitton, Jérome Wagner, Patrick Amiel, Olivier Giunti e Alain Delhaye, la sua attività era inizialmente legata al servizio di Voice over IP. 

## Storia
La storia di Wengo è associata a quella della telefonia gratuita su internet, di cui Skype è oggi attore principale.

### Gli inizi
In un primo tempo, Wengo era un operatore di Voice over IP filiale del Gruppo Neuf Cegetel con la fornitura di un numero di telefono geografico e non.
Basato su un'applicazione software WengoPhone e/o su un "box" che era la Wenbox, l'operatore offriva servizi di telefonia illimitata per 7 euro ma anche ricariche chiamate Wengo's. Per utilizzare Wengo, bastava avere una connessione internet Haut Débit (ADSL o Eternet). Il software libero WengoPhone (rinominato poi QuteCom) era pubblicato sotto la licenza GNU GPL sul sito OpenWengo.

### Sviluppo
Dal 2008 l'attività di Wengo non è più associata al Voice over IP, ma si è indirizzata al servizio di messa in relazione tra privati o aziende con esperti professionisti di più settori - avvocati, insegnanti, contabili, psicologi, dottori, informatici, astrologi e terapisti del benessere - disponibili su turni. La messa in relazione avviene a distanza - tramite telefono, chat o email - ad un costo al minuto che garantisce la retribuzione degli esperti Wengo e una commissione all'azienda. Wengo fa parte del gruppo Vivendi e ha acquisito Astrocenter nel 2010, Newgora nel 2011, Juritravail e Net-iris nel 2012, DevisPresto nel 2013, Bordas.com nel 2014, SansRDV.com nel 2014, SoTravo nel 2015.

## Tappe principali dell'azienda
2006
- Il software WengoPhone è reso disponibile e una versione basata su Open Wengo viene sviluppata sotto il nome di QuteCom

2007
- Attivazione del nuovo sito Wengo.fr. che offre consulenze telefoniche con esperti di più categorie (insegnamento, benessere, psicologia, business, legale, contabilità, cartomanzia, hobby, shopping, informatica). Il servizio è stato lanciato a marzo 2007 dal team che aveva creato WengoPhone (strumento di telefonia VoIP open source)

2008
- Wengo conta ormai 1500 esperti, di cui 850 attivi in grado di ottenere un guadagno medio di 500€ al mese
- Il giro d'affari annunciato è di 2 milioni di euro con 50.000 consulenze effettuate

2009
- Lancio di Wengo in Spagna (www.wengo.es) e Portogallo (www.wengo.pt)
- Un comunicato stampa del 10 giugno 2009 annuncia un obiettivo di 8 milioni di euro di giro d'affari per l'anno 2009
- Partenariato con Universal Music e attivazione del servizio di consulenza musicale chiamato MyMusic-Pro

2010
- Gennaio: lancio dei contenuti generati dagli utenti con pubblicazione del forum giuridico e interruzione del servizio abbonamento VoIP WengoPhone
- Aprile: Wengo acquista la società Astrocenter Europe e il canale Astrocenter_TV
- Giugno: in partenariato con la società Acadomia, Wengo offre corsi di lingua a distanza (tramite webcam o per telefono) chiamati Acadomia Online
- Settembre: i 1500 esperti Wengo dispongono di un blog, ognuno nel proprio spazio personale

2011
- Febbraio: medici professionisti sono disponibili per telefono su Wengo Santé
- Aprile: il Gruppo Wengo lancia un'attività rivolta alle aziende chiamata Wengo Entreprises. I servizi offerti sono due: assistenza legale per dirigenti di piccole e medie imprese e un servizio di ascolto e supporto psicologico per i dipendenti delle grandi aziende
- Maggio: Wengo registra il record di 1.000.000 di chiamate dalla data di creazione Wengo Place de Marché
- Giugno: Wengo acquista la piattaforma di affiliazione Newgora/GoraCash
- Luglio: lancio dell'applicazione per iPhone disponibile sull'App Store di Apple
- Novembre: gli esperti Wengo offrono un servizio di consulenza scritta, che si aggiunge al servizio di consulenza telefonica

2012
- Marzo: gli esperti Wengo offrono un servizio di consulenza via chat, che si aggiunge ai servizi di consulenza telefonica e di consulenza scritta
- Aprile: gli esperti possono vendere documenti online (es: modelli di lettere, contratti, etc...) dal loro spazio personale sul portale
- Maggio: Wengo acquista il portale giuridico JuriTravail.com
- Giugno: Wengo si posiziona al 24º posto nella classifica di siti ecommerce in Francia (classifica eCommerce Magazine2)
- Luglio: Wengo acquista la società Net-iris, forum giuridico con 1.448 milioni di visite a giugno 2012
- Settembre: Wengo permette agli esperti di offrire appuntamenti di persona (presso lo studio o a domicilio) e non più soltanto consultazioni a distanza (per telefono, chat o mail)

2013
- Gennaio: Wengo apre la sua filiale a São Paulo in Brasile (www.astrocentro.com.br)
- Febbraio: Wengo annuncia l'acquisto della società DevisPresto
- Marzo: lancio della versione italiana di Wengo (wengo.it)

2014
- Luglio: Wengo lancia la sua filiale in Turchia (www.astrocenter.com.tr)
- Settembre: Wengo lancia la sua filiale in Germania (www.wengo.de)
- Ottobre: Wengo lancia la sua filiale in Grecia (www.wengo.gr)

2016
- Gennaio: lancio di Wengo in Danimarca (wengo.dk)